# 林ナツミ
林 ナツミ（はやし なつみ、1982年 - ）は、日本の写真家、現代美術作家。埼玉県出身。

## 略歴
2005年に立教大学文学部卒業し、2007年に同大学院のコミュニティ福祉学研究科博士前期課程修了。
2011年1月1日より空中に浮かんでいる林自身を被写体とした写真作品を発表する日記プロジェクト「本日の浮遊」を開始。このプロジェクトは、林が「重力から自由になり、そこから解き放たれている状態を表現するのが面白い」と思ったことと、林の師匠である原久路がジャンプをした瞬間に撮影した写真が、浮いているように見えたことがきっかけとなっている。2012年には初の個展が行われた。
2013年より原との写真家ユニット「原久路 and 林ナツミ」としての活動を開始。
2014年9月に東京都から大分県に活動の拠点を移した。

## 人物
幼少期はモダンバレエを習っていた。また、幼少期よりボタンを押すことを好んでおり、小学校低学年の頃に父親にニコンF-501を買ってもらった際に、そのカメラのボタンに魅力を感じて、そのボタンを押すためにカメラを触るようになったと語っている。
学生時代より趣味で撮影を行っていたものの、カメラの構え方を知らなかったことから、腰が引けていて構え方が弱々しいということから、後にサイト名にもなった「よわよわカメラウーマン」というニックネームが付けられたと語っている。
「本日の浮遊」においては光を意識していて、常に機材を持ち歩いて、光が綺麗な場所を見つけて撮影を行っている。

## 書籍
- 本日の浮遊 Today's Levitation（2012年7月20日発売、青幻舎）ISBN 978-4861523519

## 個展
- 林ナツミ展「本日の浮遊」（2012年6月 - 7月、MEM）[7]
- 林ナツミ『本日の浮遊』展（2013年3月、スパイラルガーデン）[8]
- 林ナツミ展『本日の浮遊』加速する自由[9]
  - 東京展（2014年12月 - 2015年1月、日本橋髙島屋美術画廊X）
  - 新宿展（2015年1月 - 2月、新宿髙島屋美術画廊）